# Альберт Руснак
Альберт Руснак (словац. Albert Rusnák, нар. 7 липня 1994, Вишков) — словацький футболіст, півзахисник клубу «Реал Солт-Лейк».
Виступав, зокрема, за клуб «Гронінген», а також національну збірну Словаччини.
Володар Кубка Нідерландів. 

## Клубна кар'єра
Народився 7 липня 1994 року в місті Вишков. Вихованець юнацьких команд футбольних клубів «Кошице» та «Манчестер Сіті».
У дорослому футболі дебютував 2013 року виступами за команду клубу «Манчестер Сіті». 
Згодом з 2013 по 2015 рік грав у складах клубів «Олдем Атлетик», «Бірмінгем Сіті» та «Камбюр» на правах оренди.
Повернувшись у «Манчестер Сіті», 18 грудня 2014 підписав трирічний контракт з нідерландським «Гронінгеном».
Своєю грою за останню команду привернув увагу представників тренерського штабу клубу «Гронінген», до складу якого приєднався 2015 року. Відіграв за команду з Гронінгена наступні два сезони своєї ігрової кар'єри. Більшість часу, проведеного у складі «Гронінгена», був основним гравцем команди.
До складу клубу «Реал Солт-Лейк» приєднався 6 січня 2017 року. Станом на 13 листопада 2020 року відіграв за команду з Солт-Лейк-Сіті 106 матчів в національному чемпіонаті.

## Виступи за збірні
2011 року дебютував у складі юнацької збірної Словаччини, взяв участь у 12 іграх на юнацькому рівні, відзначившись 4 забитими голами.
Протягом 2013–2017 років залучався до складу молодіжної збірної Словаччини. На молодіжному рівні зіграв у 12 офіційних матчах, забив 3 голи.
2016 року дебютував в офіційних матчах у складі національної збірної Словаччини.

## Титули і досягнення
- Володар Кубка Нідерландів (1):

«Гронінген»: 2014-15
- Переможець Ліги чемпіонів КОНКАКАФ (1):

«Сіетл Саундерз»: 2022